# Krzęcin
Krzęcin (Kranzin fino al 1945) è un comune rurale polacco del distretto di Choszczno, nel voivodato della Pomerania Occidentale.
Ricopre una superficie di 140,47 km² e nel 2005 contava 3 858 abitanti.